# شهر طلوع خورشید
شهر طلوع خورشید (انگلیسی: City of the Rising Sun؛ کره‌ای: 태양은 없다) فیلم درام محصول سال ۱۹۹۹ کره جنوبی است. داستان فیلم دربارهٔ دو دوست به نام‌های هونگ کی و دو چول است که در میانهٔ دههٔ بیست زندگی‌شان در حال مبارزه با مشکلات زندگی هستند. داستان با پس‌زمینهٔ کره جنوبی در اواخر دههٔ ۱۹۵۰ روایت می‌شود. در این فیلم جونگ وو سونگ و لی جونگ جه ایفای نقش کردند.

## بازیگران
- جونگ وو سونگ در نقش دو چول
- لی جونگ جه در نقش هونگ کی
- لی بوم سو در نقش بیونگ گوک
- هان گو اون در نقش می می
- پارک جی هون
- لی کی یول
- هان سانگ می
- کیم یونگ هو در نقش کارآموز بوکس
- لی بونگ گیو در نقش نزول‌خوار
- کیم ته هوان